# St. Franz Xaver (Trudering)

Kirchengebäude von St. Franz Xaver

Sankt Franz Xaver ist eine katholische Kirche in der Kirchengemeinde im Stadtteil Trudering im Südosten von München. Der Namenspatron ist der heilige Franz Xaver.

## Bau der Kirche

Innenansicht

1936 erfolgte die Grundsteinlegung für die Kirche St. Franz Xaver. Nach einem endgültigen Beschluss 1965 wurde eine neue Kirche am alten Platz gebaut. Nach dem Aufstellen der Saalkirche, dem Abbruch der alten Kirche war 1966 Baubeginn. 1967 erfolgte die Einweihung der durch Julius Kardinal Döpfner.
Der Kirchenraum besteht aus einer quadratischen Halle mit einer Seitenlänge von 22 m und einer Höhe von 10,68 sowie einem 3,50 m hohen Seitenschiff; hier sind Beichtstühle, Taufbecken und ein Nebenaltar untergebracht; das Taufbecken schließt eine Bronzehaube mit Bergkristallen, der Nebenaltar ist wie der Hauptaltar aus Naturstein.

Madonna an der Rückwand der Werktagskapelle

Die Deckenkonstruktion liegt auf den vier Eckpfeilern auf, die Mauern bestehen aus Klinkermauerwerk, das aus akustischen Gründen innen mit offenen Fugen gemauert wurde. Altäre, Taufbrunnen, Weihwasserbecken und Fußboden bestehen aus Muschelkalk. Die Fläche beträgt 602 m2, es sind circa 372 Sitzplätze und 500 Stehplätze vorhanden.
In dem sehr niedrigen Glockenturm hängt ein Glockentrio mit Schlagtonfolge h1 - cis2 - dis2 gegossen von den Glockengießereien Otto in Bremen und Ludwig Will.

## Orgel
Die alte Orgel wurde 2002 abgelöst. Orgelbaumeister J. Führer gestaltete das rein mechanische Instrument in den Jahren 2001/2002 als sein Opus 22. Am 17. November 2002 wurde die Orgel von Domkapitular Lorenz Kastenhofer eingeweiht. Windladen, Windkanäle und Gehäuse wurden gänzlich aus Eichenholz gefertigt und geölt und gewachst. Das Instrument wiederholt mit dem quadratischen Grundriss und  mit dem schrägen Baldachin die architektonische Gestaltung der Hauptkirche. Die Disposition lautet wie folgt:
| I Hauptwerk C–a3     |       |
| Bourdon              | 16′   |
| Prinzipal            | 8′    |
| Voix François-Xavier | 8′    |
| Rohrflöte            | 8′    |
| Octave               | 4′    |
| Blockflöte           | 4′    |
| Doublette            | 2′    |
| Mixtur 4-fach        | 1 ⁄3′ |
| Trompete             | 8′    |

| II Schwellwerk C–a3 |        |
| Bourdon             | 8′     |
| Viole de Gambe      | 8′     |
| Voix Céleste        | 8′     |
| Prestant            | 4′     |
| Flûte Traversière   | 4′     |
| Nazard              | 2 ⁄3′  |
| Octavin             | 2′     |
| Tierce              | 1 3⁄5′ |
| Larigot             | 1 ⁄3′  |
| Hautbois            | 8′     |
| Tremulant           |        |

| Pedal C–f1    |     |
| Subbaß        | 16′ |
| Flûte Ouverte | 8′  |
| Flûte Ouverte | 4′  |
| Basson        | 16′ |

- Koppeln: II/I, I/P, II/P

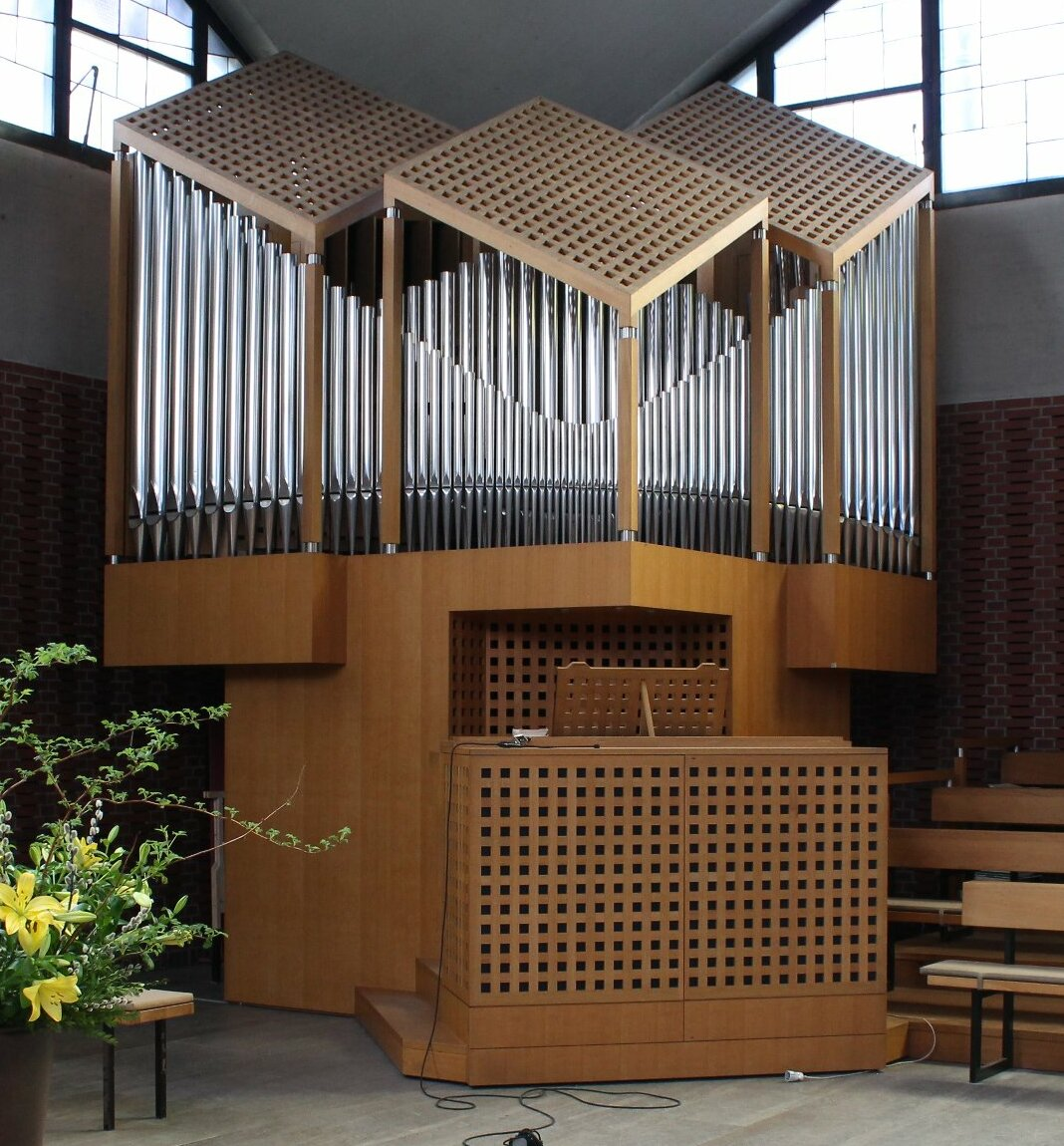
Die neue Orgel

- Spielhilfen: Drehknopfsetzer, Pleno, Zungen ab

### Technische Daten
- Stimmung: gleichschwebend temperiert: 440 Hz / 15 °C
- Gewicht 4,5 Tonnen
- Insgesamt 1367 Pfeifen